# Ratten – Sie werden dich kriegen!
Ratten – Sie werden dich kriegen ist ein deutscher Katastrophenfilm aus dem Jahre 2001. Der Film wurde 2004 mit Ratten 2 – Sie kommen wieder! fortgesetzt. Der Film soll in Frankfurt am Main spielen, wurde aber fast vollständig in Prag gedreht.

## Handlung
Es ist der heißeste Sommer seit 150 Jahren. In Frankfurt streikt die Müllabfuhr, aber die Bürgermeisterin Semmler-Heiduck will nicht einlenken. Der jungen Ärztin Katrin Elder bleibt kaum noch Zeit für ihre Tochter. Die Kleine gerät in Lebensgefahr, als sie auf einem verlassenen Fabrikgelände spielt. Gerettet wird sie von Frank Dabrock, einem Piloten beim Sonderkommando Brandschutz. Dabei kappt er ein Kabel, die Frankfurter Börse ist lahmgelegt und der Held findet sich strafversetzt in die Unterabteilung „Schädlingsbekämpfung“. Dort wird der Dienst schon bald zum Alptraum. Eine Rattenplage überrollt die Stadt und bringt einen tödlichen Virus mit. Für die Ärzte und Dabrocks Kollegen beginnt ein gnadenloser Wettlauf gegen die Zeit. Als Dabrock und sein Team die Ratten in der Kanalisation mit Flammenwerfern bekämpfen, um den ungestörten Ablauf des Empfangs der Oberbürgermeisterin zu gewährleisten, werden sie von einer riesigen Horde Ratten überrannt. Bennat wird von den Ratten umgebracht und Dinter bei der Flucht durch einen Gullydeckel von zwei Autos überrollt und getötet. Beim Empfang laufen die Ratten in das Gebäude. Die Gäste fliehen und die Oberbürgermeisterin wird gebissen. Gleichzeitig dringt eine Ratte auch in die Wohnung der Elders ein und beißt die Tochter Anna. Da die Ratten eine Form von Hirnhautentzündung übertragen, sterben bald die ersten Menschen an dieser Krankheit. Auch die Bürgermeisterin erliegt der Infektion. Dabrock und Stuffz-Hubert machen inzwischen das Versteck der Ratten ausfindig und sprengen diese in die Luft. Nachdem Elder erkennt, dass ihr Chef Dr. Waldemar auch erkrankt ist und Antikörper gebildet haben muss, da er noch nicht gestorben ist, macht sie sich auf die Suche nach ihm. Sie kann ihn aufspüren und im Krankenhaus kann ein Impfstoff entwickelt werden.